# Umbrella Beach
"Umbrella Beach" là ca khúc của Owl City. Bài hát được phát hành dưới dạng đĩa đơn thứ ba từ album thứ hai của anh, Ocean Eyes. Đây là đĩa đơn quốc tế thứ hai từ album với ngày ra mắt 17 tháng 5 năm 2010 tại Liên hiệp Anh.

## Xếp hạng
"Umbrella Beach" xuất hiện trên UK Dance Chart vào tuần của ngày 8 tháng 5 năm 2010 với vị trí #25 và đã đạt vị trí cao nhất #12.
| Bảng xếp hạng (2010) | Vị trí cao nhất |
| -------------------- | --------------- |
| UK Singles Chart     | 194             |
| UK Dance Chart       | 12              |